# Вугільна дугова лампа

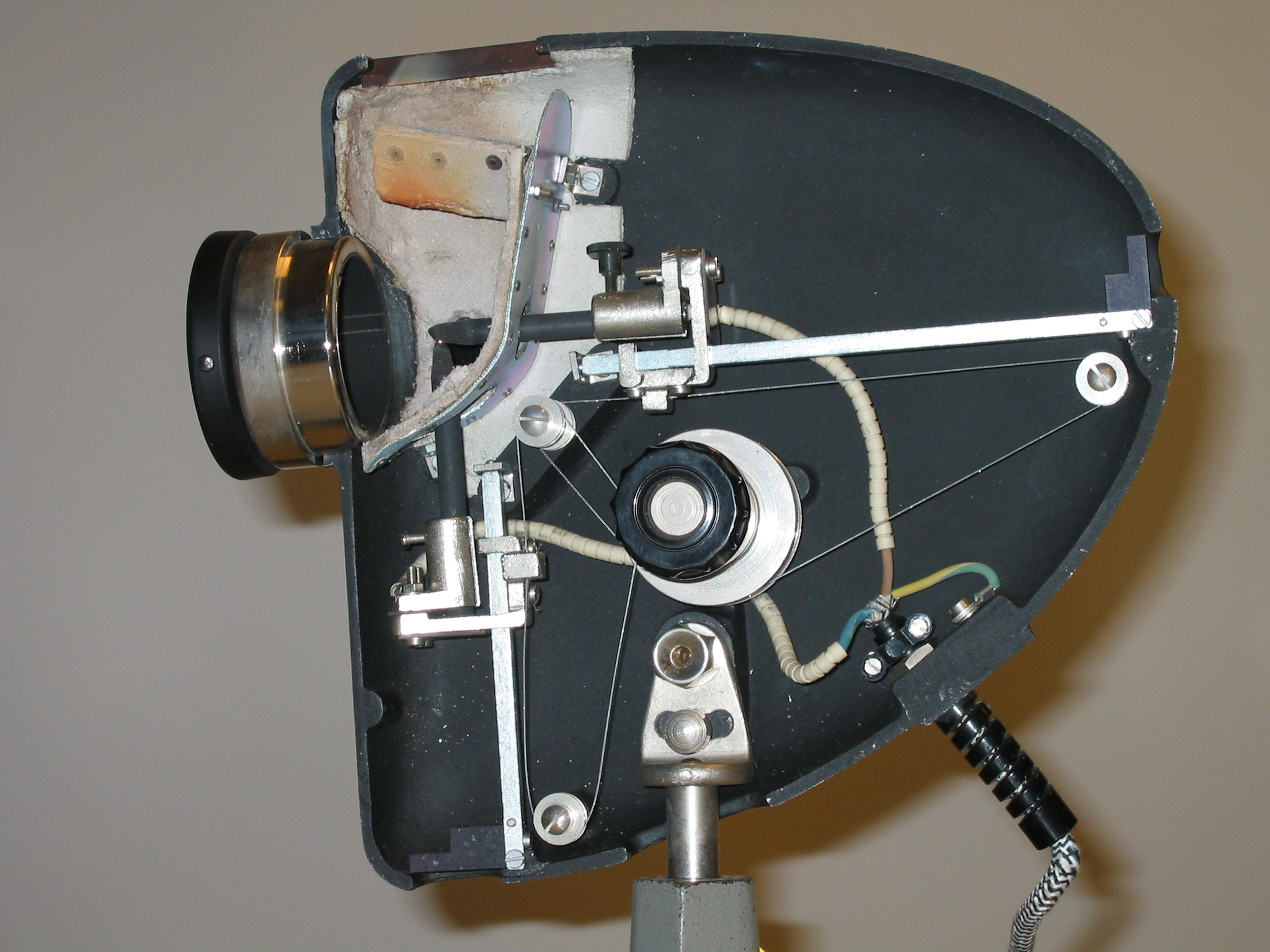
Вугільна дугова лампа. Ця модель вимагає ручного регулювання електродів

Вугільна дугова лампа — перша дугова лампа і перше джерело світла, яке працювало від електрики. В ній розряд відбувався на відкритому повітрі між двома вугільними стрижнями. Часто в електрод додавали солі рідкісноземельних металів, що дозволяло збільшити яскравість дуги. Запалювалася дуга зазвичай короткочасним дотиканням кінців електродів.
У процесі роботи стрижні поступово згоряли, тому необхідно було підтримувати постійну відстань між ними. Існувало багато пристроїв, що дозволяють автоматизувати цей процес. Наприклад, струм міг проходити через кілька соленоїдів, з'єднаних з електродами. Коли електроди дотикаються, опір невеликий, і при подачі струму електромагніт відсуває електроди один від одного. В разі, якщо дуга гасне — струм зникає, і електроди, наприклад, під дією сили тяжіння, знову зсуваються. У свічці Яблочкова електроди розділено шаром діелектрика, який згоряв у процесі роботи, а підпал здійснювався завдяки перегорянню плавкої перемички, що вимагало заміни лампи за кожного увімкнення.

## Історія

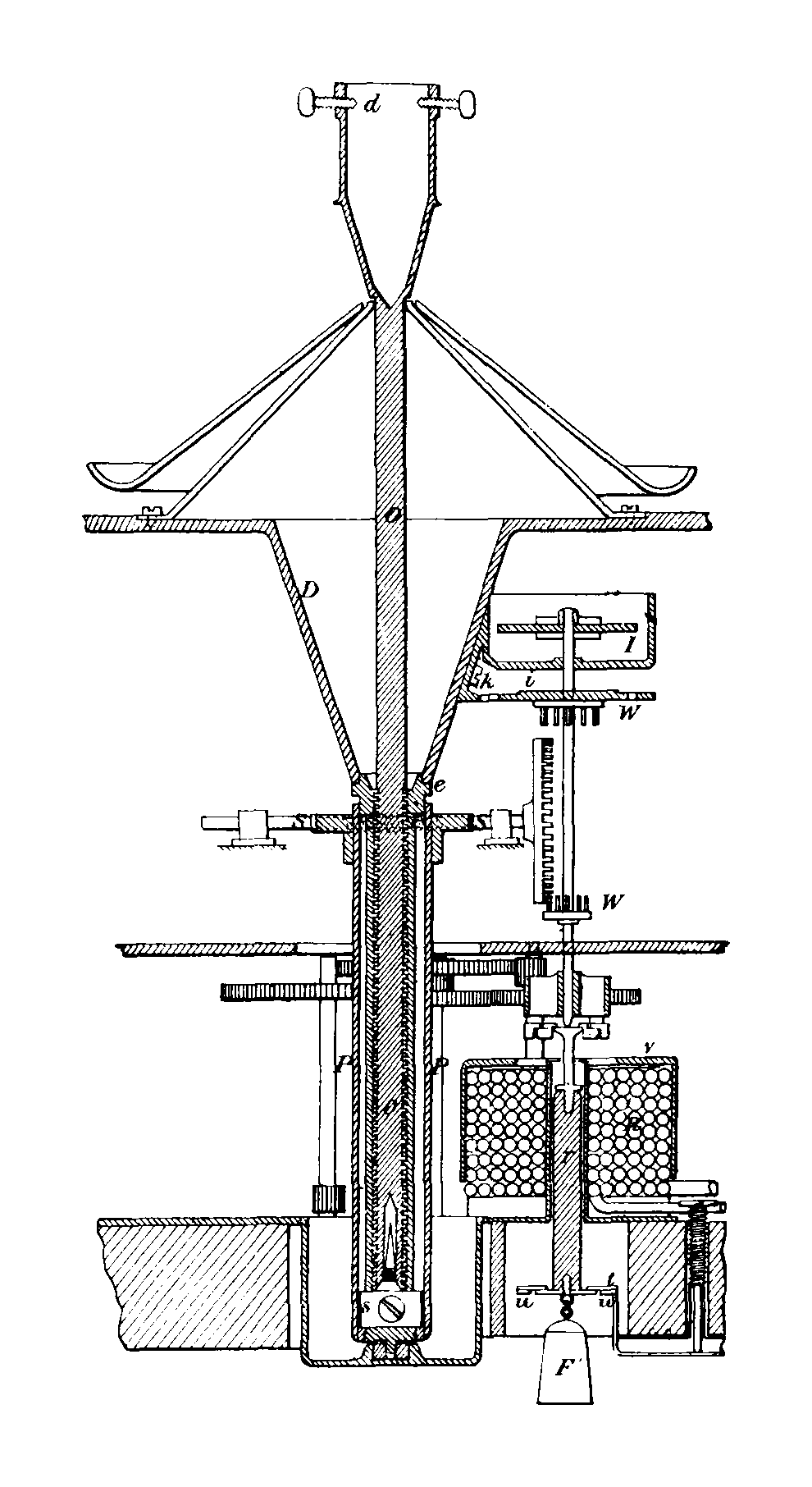
Схема саморегульованої дугової лампи, запропонована Вільямом Стейтом і Вільямом Петрі в 1847 році

Електричну дугу відкрили незалежно один від одного В. В. Петров і сер Гемфрі Деві.
У другій половині XIX століття робилися спроби створити застосовні на практиці дугові лампи, але їх поширенню заважали як складність підтримки відстані між електродами, так і недосконалість джерел живлення. Лише до кінця 1870-х років ці проблеми розв'язали, після чого дугові лампи поширились у вуличному освітленні. До 1880 року дугові лампи значно вдосконалились:
- Дуга стала розміщуватися в невеликих трубках, щоб уповільнити згоряння вуглецю (це збільшило тривалість життя ламп до 100 годин).
- Поширились полум'яні дугові лампи, в яких у вугільні стрижні додавали солі металів (як правило, фториди магнію, стронцію, барію, кальцію), що збільшувало світловіддачу і забарвлювало дугу в різні кольори.
- Франтішек Кржижик придумав механізм для автоматичного регулювання відстані між електродами.

Наприкінці XIX — на початку XX століття дугові лампи витіснено зручнішими й надійнішими, хоча й дещо менш ефективними лампами розжарення. Дугові лампи кілька десятиліть залишалися основним джерелом світла в професійних кінопроєкторах, де використовувалися до середини 1960-х років. Однак через незручності, пов'язані з необхідністю автоматичного зближення вугільних електродів у міру їх обгорання, вугільні дугові лампи поступилися ксеноновим.